# الناهمة (أسلم)

تعديل مصدري - تعديل

الناهمة هي إحدى قرى عزلة أسلم الوسط بمديرية أسلم التابعة لمحافظة حجة، بلغ تعداد سكانها 45 نسمة حسب تعداد اليمن لعام 2004.